# Naïskosvasen

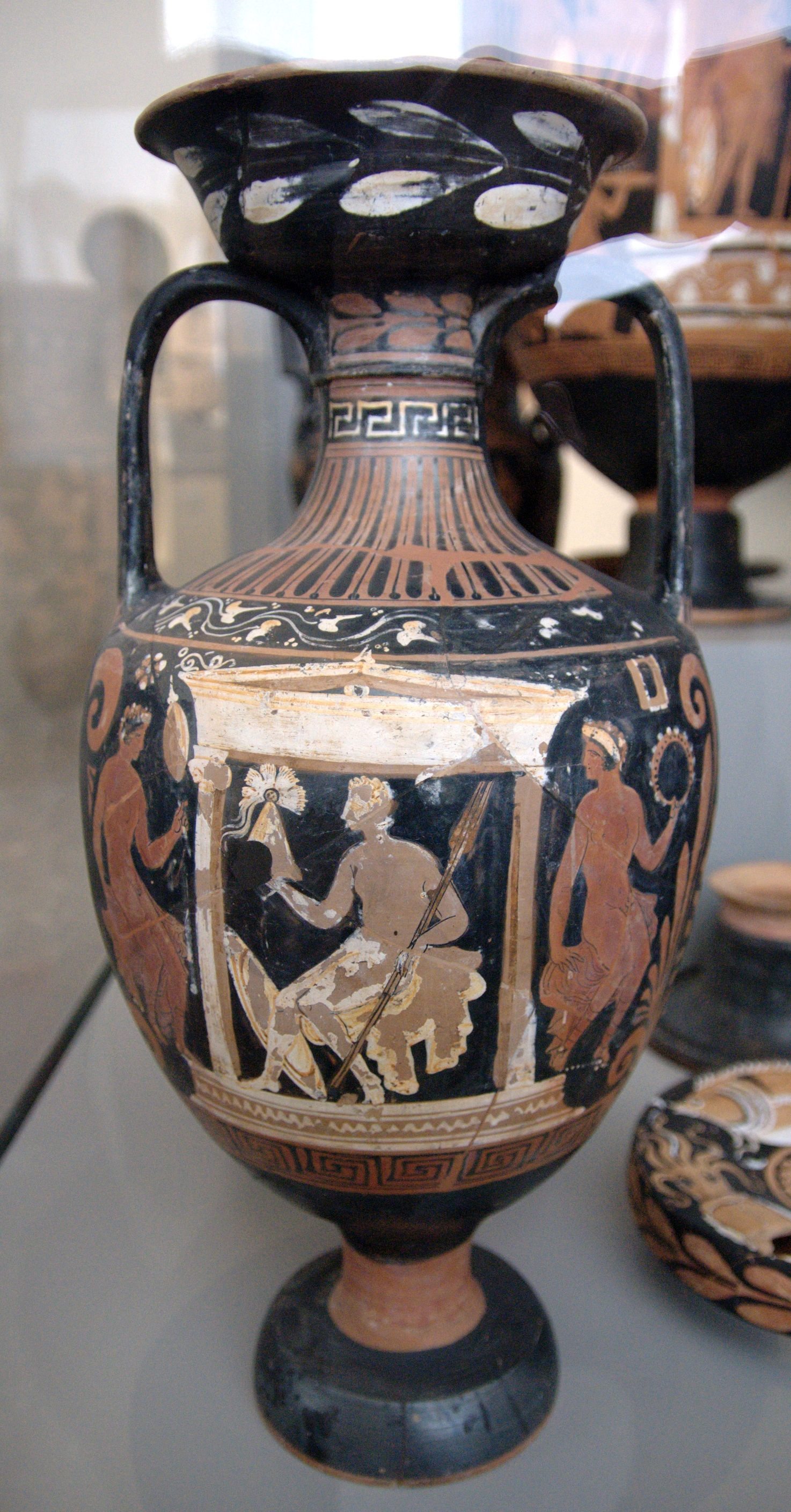
Naïskosszene auf einem Amphora des Lucera-Malers, um 430 v. Chr. (1984.49)

Naïskosvasen sind eine Sonderform unteritalischer Vasenmalerei des 4. Jahrhunderts v. Chr.
Naïskosvasen entstanden im zweiten Viertel des 4. Jahrhunderts v. Chr. in Apulien. Ihren Namen haben sie aufgrund der dargestellten Naïskoi. Die Vasen standen im Zusammenhang mit dem Totenkult (die Naïskoi entsprachen Grabbauten) und wurden speziell als Grabvasen hergestellt. Nach der Mitte des 4. Jahrhunderts v. Chr. waren die Naïskosdarstellungen ungewöhnlich häufig, ihre Verbreitung jedoch fast auf den apulischen Raum beschränkt.
Die Bilderwelt der Naïskosvasen zeigte neben den mit ionischen Säulen gestalteten Tempelbauten oftmals jugendliche Gestalten. Junge Männer sind durch Waffen gekennzeichnet und häufig mit Hunden oder Pferden gezeigt, Frauen mit hauswirtschaftlichen Gegenständen oder Accessoires. Möglich waren auch die Darstellung von Dienerfiguren oder Vögeln, manchmal sind die Menschen auch durch Wollkörbe, Waffen, Luteria (eine antike Form des Waschbeckens), Vasen, einzelne aufsteigende Ranken oder Blüten ersetzt. Möglich waren auch Erosfiguren oder Fabelwesen wie Pegasos oder Sphingen. Personen stehen meist in oder neben dem Naïskos, Aktionen werden selten gezeigt. Symbolisch sollte der Sieg des Lebens über den Tod gezeigt werden.